# Guide Share Europe
Die Guide Share Europe, kurz GSE ist eine europäische Anwendergruppe für IBM-Hard- und -Software. In ihr sind mehr als 1300 Unternehmen organisiert, die IBM-Systeme bzw. -Produkte im Bereich Informationstechnologie einsetzen.
Die GSE unterstützt ihre Mitglieder beim Erfahrungs- und Informationsaustausch, beim Einschätzen von Entwicklungen im Bereich der Informationstechnologie und bietet ihnen Möglichkeiten zur Weiterbildung und zur Einflussnahme auf die Produktpolitik der IBM.
Die GSE ist ein gemeinnütziger Verein (nach Schweizer Recht). Sie gliedert sich geografisch in 11 Regionen, unterhalb der Regionen in Arbeitskreise (working groups). Die deutsche Region ist die größte innerhalb der GSE. Sie veranstaltet jedes Jahr eine mehrtägige Jahrestagung sowie weitere Veranstaltungen zu speziellen Themen.
Die Arbeitskreise der deutschen Region sind fachspezifisch gegliedert; so gibt es z. B. Arbeitskreise zu folgenden Bereichen:
- Hardware (PSeries)
- Betriebssystem (Z/OS, Linux, z/VM, z/VSE)
- Datenbanksystem (DB2, IMS, CICS)
- Netzwerk (Network Management, Network Services)
- Software (WebSphere, MQSeries, Tivoli Workload Scheduler, REXX)
- Informationssicherheit (RACF and Enterprise Security, Data Protection/Data Security)
- produktunabhängige Themen (Quality Management, IT Services, Reporting and Accounting)

Auch die Arbeitskreise treffen sich ein- bis zweimal pro Jahr.